# Área metropolitana de Sheboygan
El Área Estadística Metropolitana de Sheboygan, WI MSA, como la denomina la Oficina de Administración y Presupuesto, es un Área Estadística Metropolitana centrada en la ciudad de Sheboygan, que solo abarca el condado homónimo en el estado de Wisconsin, Estados Unidos. Su población según el censo de 2010 es de 115.507 habitantes, convirtiéndola en la 320.º área metropolitana más poblada de los Estados Unidos.

## Comunidades
Ciudades, villas y pueblos
- Adell
- Cascade
- Cedar Grove
- Elkhart Lake
- Glenbeulah
- Greenbush
- Herman
- Holland
- Howards Grove
- Johnsonville
- Kohler
- Lima
- Lyndon
- Mitchell
- Mosel
- Oostburg
- Plymouth
- Plymouth (town)
- Random Lake
- Rhine
- Russell
- Scott
- Sheboygan
- Sheboygan (pueblo)
- Sheboygan Falls
- Sheboygan Falls (pueblo)
- Sherman
- Waldo
- Wilson

Lugares no incorporados
- Batavia
- Franklin
- Gibbsville
- Gooseville
- Greenbush
- Haven
- Hingham
- Johnsonville
- St. Anna